# Comunidad de Inteligencia (España)

La Comunidad de Inteligencia es un conjunto de organizaciones de servicios de inteligencia dependientes del Gobierno de España que se establecieron como una comunidad de inteligencia mediante Ley 11/2002. La autoridad nacional de inteligencia y contrainteligencia es el Secretario de estado director del Centro Nacional de Inteligencia.
La comunidad de inteligencia se puede dividir en tres bloques:
- El Centro Nacional de Inteligencia (CNI), donde además se incluyen el Centro Criptológico Nacional y la Oficina Nacional de Seguridad.
- La Inteligencia interior: coordinadas por el mando unificado y en materia terrorista por el Centro de Inteligencia contra el Terrorismo y el Crimen Organizado (CITCO).
- La Inteligencia militar: Centro de Inteligencia de las Fuerzas Armadas (CIFAS) integrado en el Estado Mayor de la Defensa y las divisiones de inteligencia del ejército de tierra, del aire y la armada.

A estos tres bloques se deben añadir los servicios de información de otros Cuerpos y Fuerzas de Seguridad del Estado (Comisaría General de Información (CGI) de la Policía Nacional y Jefatura de Información (SIGC) de la Guardia Civil), las policías autonómicas (Ertzaintza, Policía Canaria, Policía Foral de Navarra y Mozos de Escuadra) y los servicios de Inteligencia criminal (Comisaría General de Policía Judicial, Jefatura de Policía Judicial de la Guardia Civil y Servicio de Vigilancia Aduanera de la Agencia Tributaria).

## Estructura de la inteligencia en España
- Ministerio de Presidencia de España
  - Comisión Delegada del Gobierno para Asuntos de Inteligencia (CDGAI)
- Ministerio de Defensa
  - Centro Nacional de Inteligencia (CNI)[1]
    - Centro Criptológico Nacional (CCN)
    - Oficina Nacional de Seguridad (ONS)
    - Oficina Nacional de Inteligencia y Contrainteligencia (ONIC)

  - Estado Mayor de la Defensa
    - Centro de Inteligencia de las Fuerzas Armadas (CIFAS)
    - Estado Mayor del Ejército de Tierra[2]
      - Sección de Inteligencia y Seguridad de la División de Operaciones del Estado Mayor del Ejército de Tierra
      - Sección de Inteligencia de Señales y Guerra Electrónica de la Subdirección de Actividades en el Ciberespacio y Electromagnéticas de la Jefatura de los Sistemas de Información, Telecomunicaciones y Asistencia Técnica

    - Estado Mayor Operativo de la Armada[3]
      - El Almirante de la Flota (ALFLOT)
      - Sección de Seguridad Naval Central del Cuartel General de la Armada.

    - Estado Mayor del Ejército del Aire y del Espacio[4]
      - Sección de Inteligencia de la División de Operaciones del Estado Mayor del Aire y del Espacio
      - Sección de Contrainteligencia e Información de la División de Operaciones del Estado Mayor del Aire y del Espacio
      - Centro de Inteligencia y Targeting Aeroespacial del Mando Aéreo de Combate
- Ministerio del Interior
  - Secretaría de Estado de Seguridad
    - Centro de Inteligencia contra el Terrorismo y el Crimen Organizado (CITCO)
    - Cuerpo Nacional de Policía
      - Comisaría General de Información (CGI)
      - Comisaría General de Policía Judicial (CGPJ)

    - Guardia Civil
      - Servicio de Información de la Guardia Civil (SIGC)
      - Unidad Central Operativa (UCO)

    - Secretaría General de Instituciones Penitenciarias
      - Coordinación de Seguridad Penitenciaria (CSP)
- Policías Autonómicas
  - Mozos de Escuadra
    - Comisaría General de Información

  - Ertzaintza
    - Unidad de Información y Análisis (UIA)

  - Policía Foral de Navarra
    - División de Información
- Agencia Tributaria
  - Servicio de Vigilancia Aduanera